# Svédország a 2008. évi nyári olimpiai játékokon
Svédország a kínai Pekingben megrendezett 2008. évi nyári olimpiai játékok egyik részt vevő nemzete volt. Az országot az olimpián 20 sportágban 123 sportoló képviselte, akik összesen 5 érmet szereztek.

## Érmesek
| Érem  | Versenyző                      | Sportág      | Versenyszám        |
| ----- | ------------------------------ | ------------ | ------------------ |
| Ezüst | Emma Johansson                 | Kerékpározás | Női mezőnyverseny  |
| Ezüst | Gustav Larsson                 | Kerékpározás | Férfi időfutam     |
| Ezüst | Rolf-Göran Bengtsson           | Lovaglás     | Díjugratás, egyéni |
| Ezüst | Simon Aspelin Thomas Johansson | Tenisz       | Férfi páros        |
| Bronz | Anders Ekström Fredrik Lööf    | Vitorlázás   | Férfi csillaghajó  |

## Asztalitenisz

### Férfi
| Versenyző      | Versenyszám | Selejtező         | 64-es főtábla                                                | 48-as főtábla                                                      | 32-es főtábla                                 | Nyolcaddöntő                                                            | Negyeddöntő                                          | Elődöntő                                    | Döntő                                                        | Helyezés |
| Versenyző      | Versenyszám | Ellenfél Eredmény | Ellenfél Eredmény                                            | Ellenfél Eredmény                                                  | Ellenfél Eredmény                             | Ellenfél Eredmény                                                       | Ellenfél Eredmény                                    | Ellenfél Eredmény                           | Ellenfél Eredmény                                            | Helyezés |
| -------------- | ----------- | ----------------- | ------------------------------------------------------------ | ------------------------------------------------------------------ | --------------------------------------------- | ----------------------------------------------------------------------- | ---------------------------------------------------- | ------------------------------------------- | ------------------------------------------------------------ | -------- |
| Jens Lundqvist | Egyes       |                   | William Henzell (AUS) · 13-15, 9-11, 11-8, 11-5, 10-12, 3-11 | kiesett                                                            | kiesett                                       | kiesett                                                                 | kiesett                                              | kiesett                                     | kiesett                                                      | 49.      |
| Jörgen Persson | Egyes       |                   |                                                              | Aleksandar Karakašević (SRB) · 11-8, 8-11, 12-10, 8-11, 11-8, 11-7 | Cheung Yuk (HKG) · 11-9,11-7,11-4, 9-11, 11-2 | Uladzimir Szamszonav (BLR) · 7-11, 8-11, 11-9, 11-13, 11-7, 12-10, 11-9 | Zoran Primorac (CRO) · 7-11, 11-6, 11-8, 14-12, 11-9 | Vang Hao (CHN) · 9-11, 9-11, 11-9,7-11,9-11 | Bronzmérkőzés · Vang Li-csin (CHN) · 11-13, 2-11, 5-11, 9-11 | 4.       |

#### Csapat
- Pär Gerell
- Jens Lundqvist
- Jörgen Persson

C csoport
| Csapat     | JM | GY | V | GyJ | VJ | PT |
| ---------- | -- | -- | - | --- | -- | -- |
| Dél-Korea  | 3  | 3  | 0 | 28  | 15 | 6  |
| Tajvan     | 3  | 2  | 1 | 28  | 23 | 4  |
| Svédország | 3  | 1  | 2 | 21  | 21 | 2  |
| Brazília   | 3  | 0  | 3 | 10  | 28 | 0  |

| Dél-Korea (KOR) | 3 – 0 | Svédország |

| Tajvan (TPE) | 3 – 2 | Svédország |

| Svédország (SWE) | 3 – 0 | Brazília |

| Csapat     | Helyezés |
| ---------- | -------- |
| Svédország | 9.       |

## Atlétika
Férfi
| Versenyző       | Versenyszám    | Előfutam | Előfutam | Előfutam | Elődöntő | Elődöntő | Elődöntő | Döntő   | Döntő    |
| Versenyző       | Versenyszám    | Idő      | Hely.    | Össz.    | Idő      | Hely.    | Össz.    | Idő     | Helyezés |
| --------------- | -------------- | -------- | -------- | -------- | -------- | -------- | -------- | ------- | -------- |
| Johan Wissman   | 400 m          | 44,81    | 3.       | 3.       | 44,64    | 3.       | 5.       | 45,39   | 8.       |
| Mustafa Mohamed | 3000 m akadály | 8:17,80  | 5.       | 5.       |          |          |          | 8:20,69 | 10.      |

| Versenyző        | Versenyszám   | Selejtező | Selejtező | Döntő    | Döntő    |
| Versenyző        | Versenyszám   | Eredmény  | Helyezés  | Eredmény | Helyezés |
| ---------------- | ------------- | --------- | --------- | -------- | -------- |
| Stefan Holm      | Magasugrás    | 229 cm    | 6.**      | 232 cm   | 4.       |
| Linus Thörnblad  | Magasugrás    | 220 cm    | 26.*      | kiesett  | kiesett  |
| Jesper Fritz     | Rúdugrás      | 545 cm    | 24.       | kiesett  | kiesett  |
| Alhaji Jeng      | Rúdugrás      | 555 cm    | 14.*      | kiesett  | kiesett  |
| Niklas Arrhenius | Diszkoszvetés | 58,22 m   | 32.       | kiesett  | kiesett  |
| Magnus Arvidsson | Gerelyhajítás | 79,70 m   | 12.       | 80,16 m  | 11.      |

Női
| Versenyző      | Versenyszám | Előfutam | Előfutam | Előfutam | Elődöntő      | Elődöntő      | Elődöntő      | Döntő   | Döntő    |
| Versenyző      | Versenyszám | Idő      | Hely.    | Össz.    | Idő           | Hely.         | Össz.         | Idő     | Helyezés |
| -------------- | ----------- | -------- | -------- | -------- | ------------- | ------------- | ------------- | ------- | -------- |
| Susanna Kallur | 100 m gát   | 12,68    | 2.       | 1.*      | nem ért célba | nem ért célba | nem ért célba | kiesett | kiesett  |

| Versenyző      | Versenyszám   | Selejtező | Selejtező | Döntő    | Döntő    |
| Versenyző      | Versenyszám   | Eredmény  | Helyezés  | Eredmény | Helyezés |
| -------------- | ------------- | --------- | --------- | -------- | -------- |
| Carolina Klüft | Távolugrás    | 670 cm    | 4.        | 649 cm   | 9.       |
| Carolina Klüft | Hármasugrás   | 13,97 m   | 20.       | kiesett  | kiesett  |
| Emma Green     | Magasugrás    | 193 cm    | 13.       | 196 cm   | 9.       |
| Anna Söderberg | Diszkoszvetés | 55,28 m   | 31.       | kiesett  | kiesett  |

* - egy másik versenyzővel azonos időt/eredményt ért el

** - két másik versenyzővel azonos eredményt ért el

## Birkózás

### Férfi
Kötöttfogású
| Versenyző      | Versenyszám | Selejtező                            | Nyolcaddöntő                         | Negyeddöntő                         | Elődöntő                         | Vigaszág első kör | Vigaszág elődöntő | Bronz- mérkőzés                        | Döntő             | Helyezés    |
| Versenyző      | Versenyszám | Ellenfél Eredmény                    | Ellenfél Eredmény                    | Ellenfél Eredmény                   | Ellenfél Eredmény                | Ellenfél Eredmény | Ellenfél Eredmény | Ellenfél Eredmény                      | Ellenfél Eredmény | Helyezés    |
| -------------- | ----------- | ------------------------------------ | ------------------------------------ | ----------------------------------- | -------------------------------- | ----------------- | ----------------- | -------------------------------------- | ----------------- | ----------- |
| Ara Abrahamian | 84 kg       | Kim Dzsongszop (KOR) · 1-3, 1-1, 1-1 | Yunior Estrada (CUB) · 2-1, 1-1, 1-1 | Denisz Forov (ARM) · 1-1, 0-3, 2-1  | Andrea Minguzzi (ITA) · 1-1, 1-2 |                   |                   | Mélonin Noumonvi (FRA) · 4-0, 1-1      |                   | elvett érem |
| Jalmar Sjöberg | 120 kg      | Marek Mikulski (POL) · 0-4, 5-0, 3-0 | Anton Botev (AZE) · 2-0, 3-0         | Dremiel Byers (USA) · 0-3, 1-1, 1-1 | Yunior Estrada (CUB) · 0-4, 0-5  |                   |                   | Jurij Patrikejev (ARM) · 1-2, 1-1, 0-3 |                   | 5.          |

### Női
Szabadfogású
| Versenyző      | Versenyszám | Selejtező         | Nyolcaddöntő                   | Negyeddöntő       | Elődöntő          | Vigaszág első kör | Vigaszág elődöntő                  | Bronz- mérkőzés                | Döntő             | Helyezés |
| Versenyző      | Versenyszám | Ellenfél Eredmény | Ellenfél Eredmény              | Ellenfél Eredmény | Ellenfél Eredmény | Ellenfél Eredmény | Ellenfél Eredmény                  | Ellenfél Eredmény              | Ellenfél Eredmény | Helyezés |
| -------------- | ----------- | ----------------- | ------------------------------ | ----------------- | ----------------- | ----------------- | ---------------------------------- | ------------------------------ | ----------------- | -------- |
| Sofia Mattsson | 48 kg       |                   | Clarissa Chun (USA) · 1-2, 1-4 | kiesett           | kiesett           |                   |                                    |                                |                   | 12.      |
| Ida Karlsson   | 55 kg       |                   | Josida Szaori (JPN) · 1-3, 0-4 |                   |                   |                   | Natalja Golc (RUS) · 1-0, 0-3, 1-0 | Tonya Verbeek (CAN) · 0-1, 0-1 |                   | 5.       |
| Jenny Fransson | 72 kg       |                   | Vang Csiao (CHN) · 3-4, 0-6    |                   |                   |                   | Ali Bernard (USA) · 1-3, 0-3       | kiesett                        |                   | 9.       |

## Evezés
Férfi
| Versenyző     | Versenyszám  | Előfutam | Előfutam | Középdöntő | Középdöntő | Elődöntő | Elődöntő | Elődöntő | Döntő | Döntő   | Döntő | Helyezés |
| Versenyző     | Versenyszám  | Idő      | Hely.    | Idő        | Hely.      | Típus    | Idő      | Hely.    | Típus | Idő     | Hely. | Helyezés |
| ------------- | ------------ | -------- | -------- | ---------- | ---------- | -------- | -------- | -------- | ----- | ------- | ----- | -------- |
| Lassi Karonen | Egypárevezős | 7:14,64  | 1.       | 6:50,40    | 2.         | A/B      | 6:57,28  | 1.       | A     | 7:07,64 | 6.    | 6.       |

Női
| Versenyző      | Versenyszám  | Előfutam | Előfutam | Középdöntő | Középdöntő | Elődöntő | Elődöntő | Elődöntő | Döntő | Döntő   | Döntő | Helyezés |
| Versenyző      | Versenyszám  | Idő      | Hely.    | Idő        | Hely.      | Típus    | Idő      | Hely.    | Típus | Idő     | Hely. | Helyezés |
| -------------- | ------------ | -------- | -------- | ---------- | ---------- | -------- | -------- | -------- | ----- | ------- | ----- | -------- |
| Frida Svensson | Egypárevezős | 7:56,39  | 2.       | 7:29,29    | 2.         | A/B      | 7:46,38  | 6.       | B     | 7:48,19 | 1.    | 7.       |

## Íjászat
Férfi
| Versenyző        | Versenyszám | Selejtező | Selejtező | 64-es főtábla                                  | 32-es főtábla                       | Nyolcaddöntő      | Negyeddöntő       | Elődöntő          | Döntő             | Helyezés |
| Versenyző        | Versenyszám | Pont      | Kiemelt   | Ellenfél Eredmény                              | Ellenfél Eredmény                   | Ellenfél Eredmény | Ellenfél Eredmény | Ellenfél Eredmény | Ellenfél Eredmény | Helyezés |
| ---------------- | ----------- | --------- | --------- | ---------------------------------------------- | ----------------------------------- | ----------------- | ----------------- | ----------------- | ----------------- | -------- |
| Magnus Petersson | Egyéni      | 646       | 49.       | Crispin Duenas (CAN) (16.) · 108(+19)-108(+18) | Makszim Kunda (BLR) (48.) · 110-112 | kiesett           | kiesett           | kiesett           | kiesett           | 19.*     |

* - két másik versenyzővel azonos eredményt ért el

## Kajak-kenu

### Síkvízi
Férfi
| Versenyző                          | Versenyszám         | Előfutam | Előfutam | Előfutam | Elődöntő | Elődöntő | Elődöntő | Döntő    | Döntő    |
| Versenyző                          | Versenyszám         | Idő      | Hely.    | Össz.    | Idő      | Hely.    | Össz.    | Idő      | Helyezés |
| ---------------------------------- | ------------------- | -------- | -------- | -------- | -------- | -------- | -------- | -------- | -------- |
| Anders Gustafsson                  | Kajak egyes 500 m   | 1:36,633 | 3.       | 6.       | 1:42,409 | 2.       | 5.       | 1:38,447 | 7.       |
| Markus Oscarsson                   | Kajak egyes 1000 m  | 3:30,044 | 3.       | 5.       | 3:33,906 | 3.       | 4.       | 3:30,198 | 6.       |
| Anders Gustafsson Markus Oscarsson | Kajak kettes 1000 m | kizárták | kizárták | kizárták | kizárták | kizárták | kizárták | kizárták | kizárták |

Női
| Versenyző       | Versenyszám       | Előfutam | Előfutam | Előfutam | Elődöntő | Elődöntő | Elődöntő | Döntő   | Döntő    |
| Versenyző       | Versenyszám       | Idő      | Hely.    | Össz.    | Idő      | Hely.    | Össz.    | Idő     | Helyezés |
| --------------- | ----------------- | -------- | -------- | -------- | -------- | -------- | -------- | ------- | -------- |
| Sofia Paldanius | Kajak egyes 500 m | 1:51,110 | 4.       | 9.       | 1:53,797 | 5.       | 7.       | kiesett | kiesett  |

## Kerékpározás

### Hegyi-kerékpározás
| Versenyző          | Versenyszám        | Idő             | Helyezés |
| ------------------ | ------------------ | --------------- | -------- |
| Fredrik Kessiakoff | Férfi terepverseny | 2:03:09 (+7:10) | 17.      |
| Emil Lindgren      | Férfi terepverseny | 2 kör hátrány   | 38.      |

Nem indult
- Alexandra Engen

### Országúti kerékpározás
Férfi
| Versenyző         | Versenyszám   | Idő                   | Helyezés |
| ----------------- | ------------- | --------------------- | -------- |
| Thomas Löfkvist   | Mezőnyverseny | 6:26:25 (+2:36)       | 37.      |
| Marcus Ljungqvist | Mezőnyverseny | 6:34:26 (+10:37)      | 57.      |
| Gustav Larsson    | Mezőnyverseny | 6:26:17 (+2:28)       | 23.      |
| Gustav Larsson    | Időfutam      | 1:02:44,79 (+0:33,36) |          |

Női
| Versenyző         | Versenyszám   | Idő                 | Helyezés |
| ----------------- | ------------- | ------------------- | -------- |
| Sara Mustonen     | Mezőnyverseny | 3:43:25 (+11:01)    | 56.      |
| Emma Johansson    | Mezőnyverseny | 3:32:24             |          |
| Emma Johansson    | Időfutam      | 38:28,83 (+3:37,11) | 21.      |
| Susanne Ljungskog | Időfutam      | 36:33,50 (+1:41,78) | 10.      |
| Susanne Ljungskog | Mezőnyverseny | 3:32:52 (+0:28)     | 21.      |

## Kézilabda

### Női

#### Eredmények
Csoportkör
B csoport
| Csapat             | M | Gy | D | V | G+  | G–  | Gk  | P |
| ------------------ | - | -- | - | - | --- | --- | --- | - |
| Oroszország (RUS)  | 5 | 4  | 1 | 0 | 148 | 125 | +23 | 9 |
| Dél-Korea (KOR)    | 5 | 3  | 1 | 1 | 155 | 127 | +28 | 7 |
| Magyarország (HUN) | 5 | 2  | 1 | 2 | 129 | 142 | –13 | 5 |
| Svédország (SWE)   | 5 | 2  | 0 | 3 | 123 | 137 | –14 | 4 |
| Brazília (BRA)     | 5 | 1  | 1 | 3 | 124 | 137 | –13 | 3 |
| Németország (GER)  | 5 | 1  | 0 | 4 | 123 | 134 | –11 | 2 |

| 2008. augusztus 9. 10:45 | Magyarország (HUN) | 30–24       | Svédország (SWE)  | Olimpiai Sport Centrum, Peking Játékvezetők: Licis, Stolarovs (LAT) |
| 2008. augusztus 9. 10:45 | Vérten, Görbicz 7  | (15–14)     | Islas Helgesson 6 | Olimpiai Sport Centrum, Peking Játékvezetők: Licis, Stolarovs (LAT) |
| 2008. augusztus 9. 10:45 | 7× 2×              | Jegyzőkönyv | 4× 2×             | Olimpiai Sport Centrum, Peking Játékvezetők: Licis, Stolarovs (LAT) |

| 2008. augusztus 11. 20:45 | Svédország (SWE) | 24–28       | Oroszország (RUS) | Olimpiai Sport Centrum, Peking Játékvezetők: Din, Dinu (ROU) |
| 2008. augusztus 11. 20:45 | Wiel Fredén 6    | (12–14)     | Turej 6           | Olimpiai Sport Centrum, Peking Játékvezetők: Din, Dinu (ROU) |
| 2008. augusztus 11. 20:45 | 4× 4×            | Jegyzőkönyv | 4× 3×             | Olimpiai Sport Centrum, Peking Játékvezetők: Din, Dinu (ROU) |

| 2008. augusztus 13. 14:00 | Dél-Korea (KOR)             | 31–23       | Svédország (SWE) | Olimpiai Sport Centrum, Peking Játékvezetők: Baum, Goralczyk (POL) |
| 2008. augusztus 13. 14:00 | An Dzsonghva, Pak Csonghi 7 | (18–13)     | Ahlm, Boson 6    | Olimpiai Sport Centrum, Peking Játékvezetők: Baum, Goralczyk (POL) |
| 2008. augusztus 13. 14:00 | 1× 3× 1×                    | Jegyzőkönyv | 6× 4×            | Olimpiai Sport Centrum, Peking Játékvezetők: Baum, Goralczyk (POL) |

| 2008. augusztus 15. 14:00 | Németország (GER) | 26–27       | Svédország (SWE) | Olimpiai Sport Centrum, Peking Játékvezetők: Bord, Buy (FRA) |
| 2008. augusztus 15. 14:00 | Althaus, Wörz 5   | (13–13)     | Ahlm 7           | Olimpiai Sport Centrum, Peking Játékvezetők: Bord, Buy (FRA) |
| 2008. augusztus 15. 14:00 | 4× 2× 1×          | Jegyzőkönyv | 4× 4×            | Olimpiai Sport Centrum, Peking Játékvezetők: Bord, Buy (FRA) |

| 2008. augusztus 17. 09:00 | Svédország (SWE) | 25–22       | Brazília (BRA) | Olimpiai Sport Centrum, Peking Játékvezetők: Bord, Buy (FRA) |
| 2008. augusztus 17. 09:00 | Ahlm 7           | (14–11)     | Rosas 5        | Olimpiai Sport Centrum, Peking Játékvezetők: Bord, Buy (FRA) |
| 2008. augusztus 17. 09:00 | 3× 3×            | Jegyzőkönyv | 4× 2×          | Olimpiai Sport Centrum, Peking Játékvezetők: Bord, Buy (FRA) |

Negyeddöntő
| 2008. augusztus 19. 12:00 | Norvégia (NOR)   | 31–24       | Svédország (SWE) | Olimpiai Sport Centrum, Peking Játékvezetők: Baum, Goralczyk (POL) |
| 2008. augusztus 19. 12:00 | Larsen, Lybekk 6 | (16–10)     | Torstenson 6     | Olimpiai Sport Centrum, Peking Játékvezetők: Baum, Goralczyk (POL) |
| 2008. augusztus 19. 12:00 | 4× 3×            | Jegyzőkönyv | 2× 4×            | Olimpiai Sport Centrum, Peking Játékvezetők: Baum, Goralczyk (POL) |

Az 5–8. helyért
| 2008. augusztus 21. 12:00 | Svédország (SWE) | 19–20       | Kína (CHN)   | Olimpiai Sport Centrum, Peking Játékvezetők: Karbaschi, Kolahdouzan (IRI) |
| 2008. augusztus 21. 12:00 | Torstenson 6     | (7–8)       | Vang Sa-sa 5 | Olimpiai Sport Centrum, Peking Játékvezetők: Karbaschi, Kolahdouzan (IRI) |
| 2008. augusztus 21. 12:00 | 5× 4×            | Jegyzőkönyv | 3× 3×        | Olimpiai Sport Centrum, Peking Játékvezetők: Karbaschi, Kolahdouzan (IRI) |

A 7. helyért
| 2008. augusztus 23. 8:00 | Svédország (SWE) | 30–34       | Románia (ROU)           | Olimpiai Sport Centrum, Peking Játékvezetők: Elmoamli, Shaban Ali (EGY) |
| 2008. augusztus 23. 8:00 | Gulldén 9        | (15–17)     | Meirosu, Stanca-Gâlcă 6 | Olimpiai Sport Centrum, Peking Játékvezetők: Elmoamli, Shaban Ali (EGY) |
| 2008. augusztus 23. 8:00 | 4× 4×            | Jegyzőkönyv | 2× 3×                   | Olimpiai Sport Centrum, Peking Játékvezetők: Elmoamli, Shaban Ali (EGY) |

| Csapat           | Helyezés |
| ---------------- | -------- |
| Svédország (SWE) | 8.       |

## Labdarúgás

### Női
| #                   | Név                     | Klub           | Születési idő és életkor        | Játszott | Gól     | Sárga lap | sárga lap · 2. sárga lap · kiállítva | kiállítva |
| Kapusok             | Kapusok                 | Kapusok        | Kapusok                         | Kapusok  | Kapusok | Kapusok   | Kapusok                              | Kapusok   |
| ------------------- | ----------------------- | -------------- | ------------------------------- | -------- | ------- | --------- | ------------------------------------ | --------- |
| 1                   | Hedvig Lindahl          | Linköpings FC  | 1983. április 29. (25 évesen)   | 4        | 0       | 0         | 0                                    | 0         |
| 12                  | Caroline Jönsson        | LdB FC Malmö   | 1977. november 22. (30 évesen)  | 0        | 0       | 0         | 0                                    | 0         |
| Védők               |                         |                |                                 |          |         |           |                                      |           |
| 2                   | Karolina Westberg       | Umea IK        | 1978. május 16. (30 évesen)     | 0        | 0       | 0         | 0                                    | 0         |
| 3                   | Stina Segerström        | KIF Örebro DFF | 1983. június 17. (25 évesen)    | 1(1)     | 0       | 0         | 0                                    | 0         |
| 4                   | Anna Paulson            | Umea IK        | 1984. február 29. (24 évesen)   | 3(2)     | 0       | 0         | 0                                    | 0         |
| 6                   | Sara Thunebro           | Djurgardens IF | 1979. április 26. (29 évesen)   | 4        | 0       | 0         | 0                                    | 0         |
| 7                   | Sara Larsson            | Linköpings FC  | 1979. május 13. (29 évesen)     | 4        | 0       | 0         | 0                                    | 0         |
| 13                  | Frida Östberg           | Umea IK        | 1977. december 10. (30 évesen)  | 4        | 0       | 0         | 0                                    | 0         |
| 17                  | Charlotte Rohlin        | Linköpings FC  | 1980. december 2. (27 évesen)   | 4        | 0       | 1         | 0                                    | 0         |
| Középpályások       |                         |                |                                 |          |         |           |                                      |           |
| 5                   | Caroline Seger          | Linköpings FC  | 1985. március 19. (23 évesen)   | 4        | 0       | 1         | 0                                    | 0         |
| 14                  | Josefine Öqvist         | Linköpings FC  | 1983. július 23. (25 évesen)    | 1        | 0       | 0         | 0                                    | 0         |
| 15                  | Therese Sjögran         | LdB FC Malmö   | 1977. április 8. (31 évesen)    | 4        | 0       | 0         | 0                                    | 0         |
| 16                  | Linda Forsberg          | Djurgardens IF | 1985. június 19. (23 évesen)    | 4(2)     | 0       | 0         | 0                                    | 0         |
| 18                  | Nilla Fischer           | LdB FC Malmö   | 1984. augusztus 2. (24 évesen)  | 3        | 1       | 0         | 0                                    | 0         |
| Támadók             |                         |                |                                 |          |         |           |                                      |           |
| 8                   | Lotta Schelin           | Göteborg       | 1984. február 27. (24 évesen)   | 4        | 3       | 0         | 0                                    | 0         |
| 9                   | Jessica Landström       | Linköpings FC  | 1984. december 12. (23 évesen)  | 4(3)     | 0       | 1         | 0                                    | 0         |
| 10                  | Johanna Almgren         | Göteborg       | 1984. március 22. (24 évesen)   | 2(2)     | 0       | 0         | 0                                    | 0         |
| 11                  | Victoria Svensson (csk) | Djurgardens IF | 1977. május 18. (31 évesen)     | 4        | 0       | 0         | 0                                    | 0         |
| 19                  | Maria Aronsson          | LdB FC Malmö   | 1983. december 23. (24 évesen)  | 1(1)     | 0       | 0         | 0                                    | 0         |
| Szövetségi kapitány |                         |                |                                 |          |         |           |                                      |           |
|                     | Thomas Dennerby         |                | 1959. augusztus 13. (48 évesen) |          |         |           |                                      |           |

#### Eredmények
E csoport
| Nemzet           | M | Gy | D | V | G+ | G- | Gk | P |
| ---------------- | - | -- | - | - | -- | -- | -- | - |
| Kína (CHN)       | 3 | 2  | 1 | 0 | 5  | 2  | +3 | 7 |
| Svédország (SWE) | 3 | 2  | 0 | 1 | 4  | 3  | +1 | 6 |
| Kanada (CAN)     | 3 | 1  | 1 | 1 | 4  | 4  | 0  | 4 |
| Argentína (ARG)  | 3 | 0  | 0 | 3 | 1  | 5  | –4 | 0 |

| 2008. augusztus 6. 19:45 |

| Kína (CHN)                | 2–1               | Svédország (SWE) |
| ------------------------- | ----------------- | ---------------- |
| Hszü Jüan 6' Han Tuan 72' | (1–1) Jegyzőkönyv | Schelin 38'      |

| Tiencsini Olimpiai Stadion, Tiencsin Nézőszám: 37 902 Játékvezető: Hong Una (dél-koreai) |

| 2008. augusztus 9. 17:00 |

| Svédország (SWE) | 1–0               | Argentína (ARG) |
| ---------------- | ----------------- | --------------- |
| Fischer 58'      | (0–0) Jegyzőkönyv |                 |

| Tiencsini Olimpiai Stadion, Tiencsin Nézőszám: 38 293 Játékvezető: Dianne Ferreira-James (guyanai) |

| 2008. augusztus 12. 19:45 |

| Svédország (SWE) | 2–1               | Kanada (CAN) |
| ---------------- | ----------------- | ------------ |
| Schelin 19' 51'  | (1–0) Jegyzőkönyv | Tancredi 63' |

| Munkás Stadion, Peking Nézőszám: 51 112 Játékvezető: Pannipan Kamnüng (thaiföldi) |

Negyeddöntő
| 2008. augusztus 15. 21:00 |

| Svédország (SWE) | 0–2 (h. u.)                 | Németország (GER)            |
| ---------------- | --------------------------- | ---------------------------- |
|                  | (0–0, 0–0, 0–1) Jegyzőkönyv | Garefrekes 105' Laudehr 115' |

| Senjangi Olimpiai Stadion, Senjang Nézőszám: 17 209 Játékvezető: Dagmar Damková (cseh) |

| Csapat           | Helyezés |
| ---------------- | -------- |
| Svédország (SWE) | 6.       |

## Lovaglás
Díjlovaglás
| Versenyző                                         | Ló                         | Versenyszám | 1. kör | 1. kör | 2. kör | 2. kör | 3. kör  | 3. kör  | Végeredmény | Végeredmény |
| Versenyző                                         | Ló                         | Versenyszám | Pont   | Hely.  | Pont   | Hely.  | Pont    | Hely.   | Pont        | Helyezés    |
| ------------------------------------------------- | -------------------------- | ----------- | ------ | ------ | ------ | ------ | ------- | ------- | ----------- | ----------- |
| Jan Brink                                         | Briar                      | Egyéni      | 68,875 | 12.    | 68,980 | 12.    | 73,450  | 10.     | 71,205      | 10.         |
| Patrik Kittel                                     | Floresco                   | Egyéni      | 67,125 | 17.    | 64,360 | 23.    | kiesett | kiesett | kiesett     | kiesett     |
| Tinne Wilhelmsson-Silfvén                         | Solos Carex                | Egyéni      | 66,042 | 2.     | 69,240 | 10.    | 71,450  | 12.     | 70,345      | 12.         |
| Jan Brink Patrik Kittel Tinne Wilhelmsson-Silfvén | Briar Floresco Solos Carex | Csapat      |        |        |        |        |         |         | 67,347      | 4.          |

Díjugratás
| Versenyző                                                         | Ló                                         | Versenyszám | Selejtező | Selejtező | Selejtező | Selejtező | Selejtező | Selejtező | Selejtező | Selejtező | Döntő   | Döntő   | Döntő   | Döntő   | Végeredmény | Végeredmény |
| Versenyző                                                         | Ló                                         | Versenyszám | 1. kör    | 1. kör    | 2. kör    | 2. kör    | 2. kör    | 3. kör    | 3. kör    | 3. kör    | 1. kör  | 1. kör  | 2. kör  | 2. kör  | Végeredmény | Végeredmény |
| Versenyző                                                         | Ló                                         | Versenyszám | Bünt.     | Hely.     | Bünt.     | Össz.     | Hely.     | Bünt.     | Össz.     | Hely.     | Bünt.   | Hely.   | Bünt.   | Hely.   | Bünt.       | Helyezés    |
| ----------------------------------------------------------------- | ------------------------------------------ | ----------- | --------- | --------- | --------- | --------- | --------- | --------- | --------- | --------- | ------- | ------- | ------- | ------- | ----------- | ----------- |
| Rolf-Göran Bengtsson                                              | Ninja                                      | Egyéni      | 4         | 26.       | 0         | 4         | 5.        | 4         | 8         | 6.        | 0       | 1.      | 0       | 1.      | 0           | 1.*         |
| Peter Eriksson                                                    | Jaguar Mail                                | Egyéni      | 8         | 44.       | 8         | 16        | 31.       | 4         | 20        | 24.       | 16      | 32.     | kiesett | kiesett | kiesett     | kiesett     |
| Helena Lundbäck                                                   | Erbblume                                   | Egyéni      | 8         | 44.       | 12        | 20        | 41.       | 17        | 37        | 37.       | kiesett | kiesett | kiesett | kiesett | kiesett     | kiesett     |
| Lotta Schultz                                                     | Calibra II                                 | Egyéni      | 5         | 35.       | 5         | 10        | 23.       | 20        | 30        | 35.       | 4       | 11.     | 13      | 16.     | 17          | 18.         |
| Rolf-Göran Bengtsson Peter Eriksson Helena Lundbäck Lotta Schultz | Calibra II Jaguar Mail Erbblume Calibra II | Csapat      |           |           |           |           |           |           |           |           | 13      | 3.      | 25      | 8.      | 38          | 5.          |

| Versenyző            | Ló    | Versenyszám | Szétugratás az aranyéremért | Szétugratás az aranyéremért | Szétugratás az aranyéremért |
| Versenyző            | Ló    | Versenyszám | Bünt.                       | Idő                         | Helyezés                    |
| -------------------- | ----- | ----------- | --------------------------- | --------------------------- | --------------------------- |
| Rolf-Göran Bengtsson | Ninja | Egyéni      | 4                           | 38,39                       |                             |

Lovastusa
| Versenyző                                                                      | Ló                                                          | Versenyszám | Díjlovaglás | Díjlovaglás | Tereplovaglás | Tereplovaglás | Tereplovaglás | Díjugratás   | Díjugratás   | Díjugratás   | Díjugratás   | Végeredmény  | Végeredmény  |
| Versenyző                                                                      | Ló                                                          | Versenyszám | Díjlovaglás | Díjlovaglás | Tereplovaglás | Tereplovaglás | Tereplovaglás | 1. kör       | 1. kör       | 2. kör       | 2. kör       | Végeredmény  | Végeredmény  |
| Versenyző                                                                      | Ló                                                          | Versenyszám | Bünt.       | Hely.       | Bünt.         | Hely.         | Össz.         | Bünt.        | Hely.        | Bünt.        | Hely.        | Bünt.        | Helyezés     |
| ------------------------------------------------------------------------------ | ----------------------------------------------------------- | ----------- | ----------- | ----------- | ------------- | ------------- | ------------- | ------------ | ------------ | ------------ | ------------ | ------------ | ------------ |
| Linda Algotsson                                                                | Stand By Me                                                 | Egyéni      | 41,5        | 15.         | 22,8          | 24.*          | 18.           | 0            | 1.           | 4            | 11.          | 68,3         | 13.          |
| Dag Albert                                                                     | Tubber Rebel                                                | Egyéni      | 65,6        | 65.         | 27,6          | 33.           | 40.           | 0            | 1.           | kiesett      | kiesett      | 93,2         | 31.          |
| Viktoria Carlerbäck                                                            | Bally's Geronimo                                            | Egyéni      | 46,5        | 24.         | 26,4          | 30.           | 27.           | visszalépett | visszalépett | visszalépett | visszalépett | visszalépett | visszalépett |
| Magnus Gällerdal                                                               | Keymaster                                                   | Egyéni      | 54,6        | 48.         | 13,6          | 6.            | 23.           | visszalépett | visszalépett | visszalépett | visszalépett | visszalépett | visszalépett |
| Katrin Norling                                                                 | Pandora                                                     | Egyéni      | 52,0        | 38.         | 16,0          | 10.           | 22.           | 5            | 30.          | 8            | 19.          | 81,0         | 18.          |
| Linda Algotsson Dag Albert Viktoria Carlerbäck Magnus Gällerdal Katrin Norling | Stand By Me Tubber Rebel Bally's Geronimo Keymaster Pandora | Csapat      | 140,7       | 7.          | 52,4          | 4.            | 5.            | 5            | 2.           |              |              | 230,5        | 4.           |

* - egy másik versenyzővel azonos eredményt ért el

## Műugrás
Női
| Versenyző     | Versenyszám        | Selejtező | Selejtező | Elődöntő | Elődöntő | Döntő  | Döntő    |
| Versenyző     | Versenyszám        | Pont      | Helyezés  | Pont     | Helyezés | Pont   | Helyezés |
| ------------- | ------------------ | --------- | --------- | -------- | -------- | ------ | -------- |
| Anna Lindberg | Egyéni műugrás     | 294,75    | 12.       | 324,70   | 9.       | 342,15 | 6.       |
| Elina Eggers  | Egyéni toronyugrás | 309,45    | 16.       | 315,45   | 9.       | 285,85 | 12.      |

## Ökölvívás
| Versenyző       | Versenyszám  | Selejtező                     | Nyolcaddöntő      | Negyeddöntő       | Elődöntő          | Döntő             | Helyezés |
| Versenyző       | Versenyszám  | Ellenfél Eredmény             | Ellenfél Eredmény | Ellenfél Eredmény | Ellenfél Eredmény | Ellenfél Eredmény | Helyezés |
| --------------- | ------------ | ----------------------------- | ----------------- | ----------------- | ----------------- | ----------------- | -------- |
| Naim Terbunja   | Középsúly    | Matvej Korobov (RUS) · 6-18   | kiesett           | kiesett           | kiesett           | kiesett           | 17.      |
| Kennedy Katende | Félnehézsúly | Artur Beterbijev (RUS) · 3-15 | kiesett           | kiesett           | kiesett           | kiesett           | 17.      |

## Sportlövészet
Férfi
| Versenyző    | Versenyszám | Selejtező | Selejtező | Döntő   | Döntő    |
| Versenyző    | Versenyszám | Pont      | Helyezés  | Pont    | Helyezés |
| ------------ | ----------- | --------- | --------- | ------- | -------- |
| Håkan Dahlby | Dupla trap  | 135       | 11.       | kiesett | kiesett  |

Női
| Versenyző        | Versenyszám | Selejtező | Selejtező | Döntő | Döntő    |
| Versenyző        | Versenyszám | Pont      | Helyezés  | Pont  | Helyezés |
| ---------------- | ----------- | --------- | --------- | ----- | -------- |
| Nathalie Larsson | Skeet       | 69        | 6.        | 92    | 4.       |

## Taekwondo
Női
| Versenyző           | Versenyszám | Nyolcaddöntő             | Negyeddöntő                | Elődöntő          | Vigaszág elődöntő            | Bronz- mérkőzés               | Döntő             | Helyezés |
| Versenyző           | Versenyszám | Ellenfél Eredmény        | Ellenfél Eredmény          | Ellenfél Eredmény | Ellenfél Eredmény            | Ellenfél Eredmény             | Ellenfél Eredmény | Helyezés |
| ------------------- | ----------- | ------------------------ | -------------------------- | ----------------- | ---------------------------- | ----------------------------- | ----------------- | -------- |
| Hanna Zajc          | Légsúly     | Ivett Gonda (CAN) · 2-0  | Vu Csing-jü (CHN) · 1-8    |                   | Milka Akinyi (KEN) · 2-2 SUP | kiesett                       |                   | 7.       |
| Karolina Kedzierska | Nehézsúly   | Rosana Simón (ESP) · 5-4 | María Espinoza (MEX) · 2-4 |                   | Haula Ben Hamza (TUN) · 5-4  | Natália Falavigna (BRA) · 2-5 |                   | 5.       |

SUP - döntő fölény

## Tenisz
Férfi
| Versenyző                      | Versenyszám | 64-es főtábla                         | 32-es főtábla                                                 | Nyolcaddöntő                                                    | Negyeddöntő                                                            | Elődöntő                                                                | Bronz- mérkőzés   | Döntő                                                                 | Helyezés |
| Versenyző                      | Versenyszám | Ellenfél Eredmény                     | Ellenfél Eredmény                                             | Ellenfél Eredmény                                               | Ellenfél Eredmény                                                      | Ellenfél Eredmény                                                       | Ellenfél Eredmény | Ellenfél Eredmény                                                     | Helyezés |
| ------------------------------ | ----------- | ------------------------------------- | ------------------------------------------------------------- | --------------------------------------------------------------- | ---------------------------------------------------------------------- | ----------------------------------------------------------------------- | ----------------- | --------------------------------------------------------------------- | -------- |
| Thomas Johansson               | Egyes       | Jarkko Nieminen (FIN) · 4-6, 6-4, 6-4 | Mihail Juzsnij (RUS) · 5-7, 2-6                               | kiesett                                                         | kiesett                                                                | kiesett                                                                 | kiesett           | kiesett                                                               | 17.      |
| Jonas Björkman                 | Egyes       | Lleyton Hewitt (AUS) · 5-7, 6-7       | kiesett                                                       | kiesett                                                         | kiesett                                                                | kiesett                                                                 | kiesett           | kiesett                                                               | 33.      |
| Robin Söderling                | Egyes       | Gilles Simon (FRA) · 4-6, 4-6         | kiesett                                                       | kiesett                                                         | kiesett                                                                | kiesett                                                                 | kiesett           | kiesett                                                               | 33.      |
| Simon Aspelin Thomas Johansson | Páros       |                                       | Ausztrália (AUS) · Paul Hanley · Jordan Kerr · 7-6, 6-3       | Spanyolország (ESP) · Nicolás Almagro · David Ferrer · 7-6, 6-4 | Lengyelország (POL) · Mariusz Fyrstenberg · Marcin Makowski · 7-6, 6-4 | Franciaország (FRA) · Arnaud Clément · Michaël Llodra · 7-6, 4-6, 19-17 |                   | Svájc (SUI) · Roger Federer · Stanislas Wawrinka · 3-6, 4-6, 7-6, 3-6 |          |
| Jonas Björkman Robin Söderling | Páros       |                                       | Spanyolország (ESP) · Rafael Nadal · Tommy Robredo · 3-6, 3-6 | kiesett                                                         | kiesett                                                                | kiesett                                                                 | kiesett           | kiesett                                                               | 17.      |

Női
| Versenyző       | Versenyszám | 64-es főtábla                        | 32-es főtábla                        | Nyolcaddöntő      | Negyeddöntő       | Elődöntő          | Bronz- mérkőzés   | Döntő             | Helyezés |
| Versenyző       | Versenyszám | Ellenfél Eredmény                    | Ellenfél Eredmény                    | Ellenfél Eredmény | Ellenfél Eredmény | Ellenfél Eredmény | Ellenfél Eredmény | Ellenfél Eredmény | Helyezés |
| --------------- | ----------- | ------------------------------------ | ------------------------------------ | ----------------- | ----------------- | ----------------- | ----------------- | ----------------- | -------- |
| Sofia Arvidsson | Egyes       | Tamarine Tanasugarn (THA) · 6-2, 6-1 | Jelena Gyementyjeva (RUS) · 3-6, 4-6 | kiesett           | kiesett           | kiesett           | kiesett           | kiesett           | 17.      |

## Tollaslabda
| Versenyző    | Versenyszám | Selejtező                             | 32-es főtábla     | Nyolcaddöntő      | Negyeddöntő       | Elődöntő          | Bronz- mérkőzés   | Döntő             | Helyezés |
| Versenyző    | Versenyszám | Ellenfél Eredmény                     | Ellenfél Eredmény | Ellenfél Eredmény | Ellenfél Eredmény | Ellenfél Eredmény | Ellenfél Eredmény | Ellenfél Eredmény | Helyezés |
| ------------ | ----------- | ------------------------------------- | ----------------- | ----------------- | ----------------- | ----------------- | ----------------- | ----------------- | -------- |
| Sara Persson | Női egyes   | Petya Nedelcseva (BUL) · 10-21, 10-21 | kiesett           | kiesett           | kiesett           | kiesett           | kiesett           | kiesett           | 33.      |

## Triatlon
| Versenyző   | Versenyszám | 1,5 km úszás | 1,5 km úszás | 40 km kerékpározás | 40 km kerékpározás | 10 km futás | 10 km futás | Összesítés | Összesítés |
| Versenyző   | Versenyszám | Idő          | Hely.        | Idő                | Hely.              | Idő         | Hely.       | Idő        | Helyezés   |
| ----------- | ----------- | ------------ | ------------ | ------------------ | ------------------ | ----------- | ----------- | ---------- | ---------- |
| Lisa Nordén | Női         | 20:56        | 46.          | 1:05:26            | 26.                | 35:05       | 5.*         | 2:02:27,47 | 18.        |

* - egy másik versenyzővel azonos időt ért el

## Úszás
Férfi
| Versenyző                                                  | Versenyszám            | Előfutam | Előfutam | Előfutam | Elődöntő | Elődöntő | Elődöntő | Döntő   | Döntő    |
| Versenyző                                                  | Versenyszám            | Idő      | Hely.    | Össz.    | Idő      | Hely.    | Össz.    | Idő     | Helyezés |
| ---------------------------------------------------------- | ---------------------- | -------- | -------- | -------- | -------- | -------- | -------- | ------- | -------- |
| Stefan Nystrand                                            | 50 m gyors             | 21,75    | 2.*      | 3.*      | 21,71    | 2.       | 4.       | 21,72   | 8.       |
| Stefan Nystrand                                            | 100 m gyors            | 47,83    | 2.       | 2.       | 47,91    | 2.       | 5.       | 48,33   | 8.       |
| Jonas Persson                                              | 100 m gyors            | 48,51    | 5.       | 15.      | 48,59    | 7.       | 10.      | kiesett | kiesett  |
| Christoffer Wikström                                       | 200 m gyors            | 1:49,84  | 5.       | 38.      | kiesett  | kiesett  | kiesett  | kiesett | kiesett  |
| Jonas Andersson                                            | 100 m mell             | 1:01,77  | 3.*      | 31.*     | kiesett  | kiesett  | kiesett  | kiesett | kiesett  |
| Lars Frölander                                             | 100 m pillangó         | 52,15    | 3.       | 18.      | kiesett  | kiesett  | kiesett  | kiesett | kiesett  |
| Simon Sjödin                                               | 200 m pillangó         | 1:57,75  | 3.       | 26.      | kiesett  | kiesett  | kiesett  | kiesett | kiesett  |
| Lars Frölander Stefan Nystrand Jonas Persson Petter Stymne | 4 × 100 m gyorsváltó   | 3:12,73  | 3.       | 5.       |          |          |          | 3:11,92 | 5.       |
| Jonas Andersson Lars Frölander Jonas Persson Simon Sjödin  | 4 × 100 m vegyes váltó | 3:35,83  | 4.       | 11.      |          |          |          | kiesett | kiesett  |

Női
| Versenyző                                                                        | Versenyszám            | Előfutam | Előfutam | Előfutam | Elődöntő | Elődöntő | Elődöntő | Döntő     | Döntő    |
| Versenyző                                                                        | Versenyszám            | Idő      | Hely.    | Össz.    | Idő      | Hely.    | Össz.    | Idő       | Helyezés |
| -------------------------------------------------------------------------------- | ---------------------- | -------- | -------- | -------- | -------- | -------- | -------- | --------- | -------- |
| Therese Alshammar                                                                | 50 m gyors             | 24,94    | 3.       | 9.       | 24,96    | 6.       | 14.      | kiesett   | kiesett  |
| Anna-Karin Kammerling                                                            | 50 m gyors             | 25,34    | 5.*      | 22.*     | kiesett  | kiesett  | kiesett  | kiesett   | kiesett  |
| Josefin Lillhage                                                                 | 100 m gyors            | 54,07    | 5.       | 10.      | 54,59    | 5.       | 11.      | kiesett   | kiesett  |
| Josefin Lillhage                                                                 | 200 m gyors            | 1:57,98  | 5.       | 13.      | 1:59,29  | 8.       | 15.      | kiesett   | kiesett  |
| Ida Matsson-Marko-Varga                                                          | 200 m gyors            | 1:58,21  | 6.       | 16.      | 1:59,41  | 8.       | 16.      | kiesett   | kiesett  |
| Gabriella Fagundez                                                               | 400 m gyors            | 4:11,40  | 7.       | 18.      |          |          |          | kiesett   | kiesett  |
| Gabriella Fagundez                                                               | 800 m gyors            | 8:39,06  | 4.       | 24.      |          |          |          | kiesett   | kiesett  |
| Sarah Sjöström                                                                   | 100 m hát              | 1:02,38  | 3.       | 29.      | kiesett  | kiesett  | kiesett  | kiesett   | kiesett  |
| Sarah Sjöström                                                                   | 100 m pillangó         | 59,08    | 6.       | 27.      | kiesett  | kiesett  | kiesett  | kiesett   | kiesett  |
| Petra Granlund                                                                   | 200 m pillangó         | 2:08,97  | 6.       | 14.      | 2:09,79  | 7.       | 14.      | kiesett   | kiesett  |
| Hanna Westrin                                                                    | 100 m mell             | 1:08,80  | 7.       | 21.      | kiesett  | kiesett  | kiesett  | kiesett   | kiesett  |
| Joline Höstman                                                                   | 100 m mell             | 1:07,91  | 4.       | 8.       | 1:08,26  | 4.       | 9.       | kiesett   | kiesett  |
| Joline Höstman                                                                   | 200 m mell             | 2:26,00  | 5.       | 12.      | 2:27,14  | 7.       | 12.      | kiesett   | kiesett  |
| Eva Berglund                                                                     | 10 km nyílt vízi       |          |          |          |          |          |          | 2:01:05,0 | 18.      |
| Therese Alshammar Claire Hedenskog Anna-Karin Kammerling Ida Matsson-Marko-Varga | 4 × 100 m gyorsváltó   | 3:40,52  | 5.       | 11.      |          |          |          | kiesett   | kiesett  |
| Gabriella Fagundez Petra Granlund Josefin Lillhage Ida Matsson-Marko-Varga       | 4 × 200 m gyorsváltó   | 7:53,83  | 3.       | 5.       |          |          |          | 7:59,83   | 8.       |
| Joline Höstman Anna-Karin Kammerling Josefin Lillhage Sarah Sjöström             | 4 × 100 m vegyes váltó | 4:02,12  | 4.       | 7.       |          |          |          | kizárták  | kizárták |

* - egy másik versenyzővel azonos időt ért el

## Vitorlázás
Férfi
| Versenyző                        | Versenyszám    | Futam | Futam | Futam | Futam | Futam | Futam | Futam | Futam | Futam | Futam | Futam | Pontszám | Helyezés |
| Versenyző                        | Versenyszám    | 1     | 2     | 3     | 4     | 5     | 6     | 7     | 8     | 9     | 10    | É     | Pontszám | Helyezés |
| -------------------------------- | -------------- | ----- | ----- | ----- | ----- | ----- | ----- | ----- | ----- | ----- | ----- | ----- | -------- | -------- |
| Rasmus Myrgren                   | Laser          | 7     | 16    | 8     | 2     | 8     | 13    | 22    | 7     | 2     |       | 10    | 83       | 6.       |
| Anton Dahlberg Sebastian Östling | 470-es osztály | 16    | 18    | 2     | 5     | 30    | 20    | 17    | 13    | 14    | 6     | -     | 111      | 15.      |
| Anders Ekström Fredrik Lööf      | Csillaghajó    | 1     | 4     | 15    | 3     | 6     | 1     | 8     | 2     | 1     | 7     | 20    | 53       |          |

Női
| Versenyző                             | Versenyszám    | Futam | Futam | Futam | Futam | Futam | Futam | Futam | Futam | Futam | Futam | Futam | Pontszám | Helyezés |
| Versenyző                             | Versenyszám    | 1     | 2     | 3     | 4     | 5     | 6     | 7     | 8     | 9     | 10    | É     | Pontszám | Helyezés |
| ------------------------------------- | -------------- | ----- | ----- | ----- | ----- | ----- | ----- | ----- | ----- | ----- | ----- | ----- | -------- | -------- |
| Karin Söderström                      | Laser radial   | 19    | 19    | 4     | 25    | 9     | 18    | 29    | 5     | 8     |       | -     | 107      | 14.      |
| Therese Torgersson Vendela Zachrisson | 470-es osztály | 10    | 14    | 18    | 20    | 19    | 8     | 5     | 14    | 5     | 8     | -     | 101      | 15.      |

Nyílt
| Versenyző                  | Versenyszám        | Futam | Futam | Futam | Futam | Futam | Futam | Futam | Futam | Futam | Futam | Futam | Futam | Futam | Pontszám | Helyezés |
| Versenyző                  | Versenyszám        | 1     | 2     | 3     | 4     | 5     | 6     | 7     | 8     | 9     | 10    | 11    | 12    | É     | Pontszám | Helyezés |
| -------------------------- | ------------------ | ----- | ----- | ----- | ----- | ----- | ----- | ----- | ----- | ----- | ----- | ----- | ----- | ----- | -------- | -------- |
| Daniel Birgmark            | Finn dingi         | 14    | 17    | 1     | 6     | 12    | 3     | 3     | 5     |       |       |       |       | 14    | 58       | 4.       |
| Jonas Lindberg Karl Torlén | Könnyű 49-es dingi | 16    | 19    | 18    | 16    | 12    | 16    | 17    | 14    | 19    | 16    | 16    | 20    | -     | 163      | 18.      |

É - éremfutam

## Vívás
Női
| Versenyző       | Versenyszám       | Selejtező         | 32-es főtábla                  | Nyolcaddöntő                        | Negyeddöntő                    | Elődöntő          | Bronz- mérkőzés   | Döntő             | Helyezés |
| Versenyző       | Versenyszám       | Ellenfél Eredmény | Ellenfél Eredmény              | Ellenfél Eredmény                   | Ellenfél Eredmény              | Ellenfél Eredmény | Ellenfél Eredmény | Ellenfél Eredmény | Helyezés |
| --------------- | ----------------- | ----------------- | ------------------------------ | ----------------------------------- | ------------------------------ | ----------------- | ----------------- | ----------------- | -------- |
| Emma Samuelsson | Párbajtőr, egyéni |                   | Tatyjana Logunova (RUS) · 15-6 | Király-Picot Hajnalka (FRA) · 15-13 | Britta Heidemann (GER) · 10-15 | kiesett           | kiesett           | kiesett           | 8.       |